# دریاچه قاناس
دریاچه قاناس (انگلیسی: Kanas Lake) یک دریاچه در استان سین‌کیانگ کشور چین است.

## نگارخانه

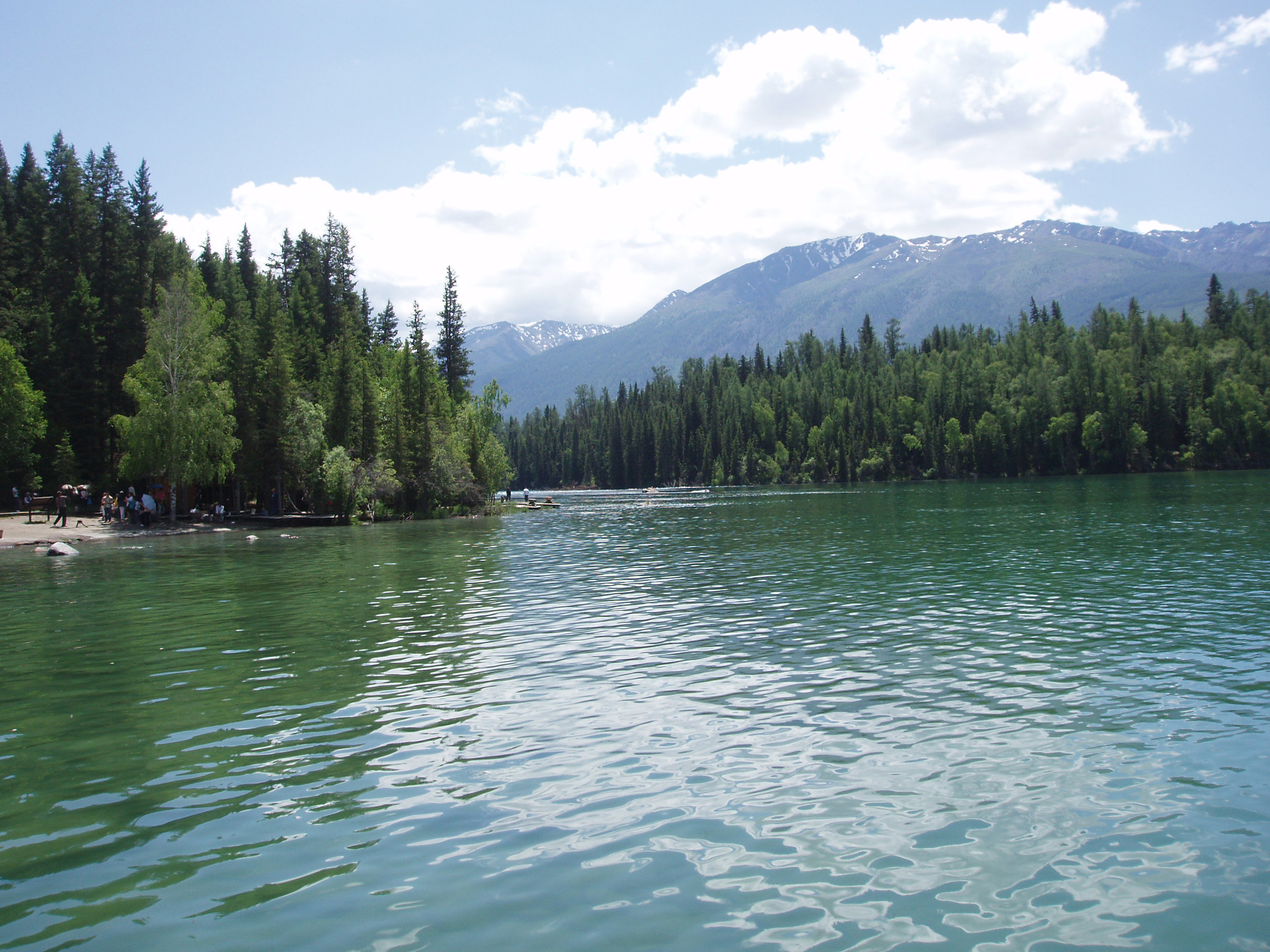
نمایی از دریاچه
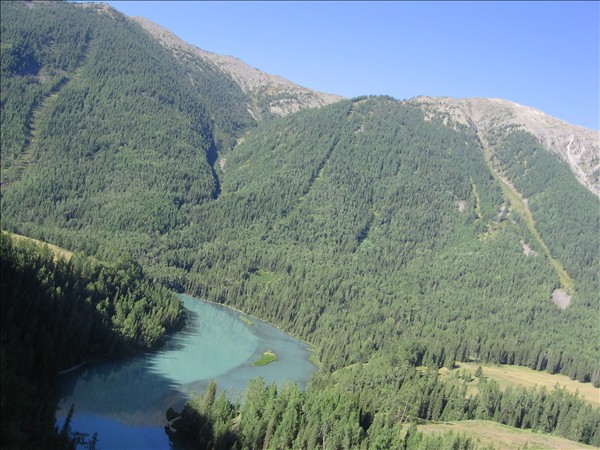
نمایی از دریاچه قاناس و یخسارهای پیرامون آن
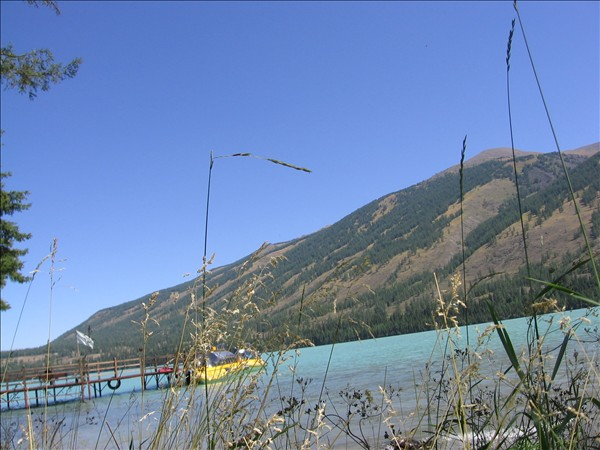
نمایی از دریاچه
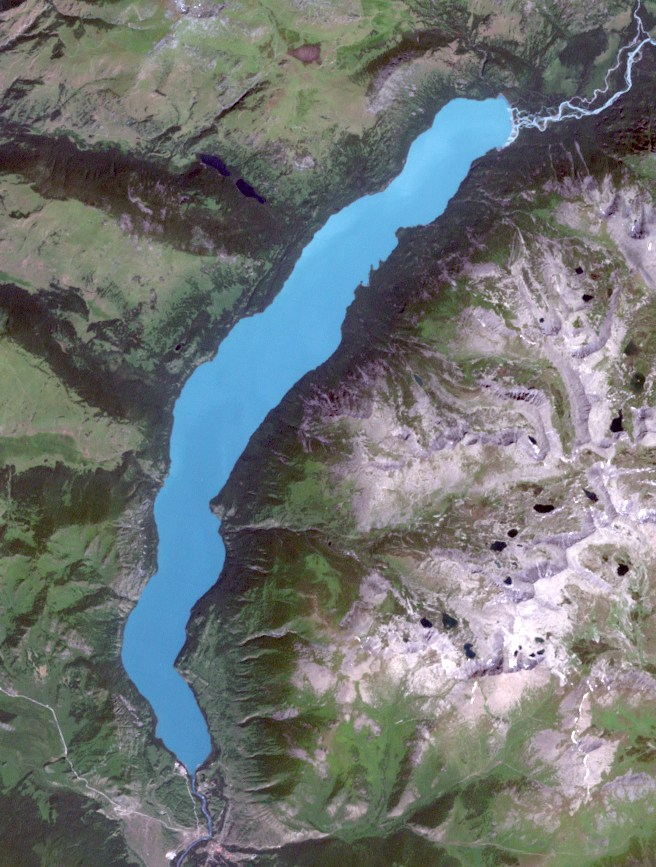
نمایی از بالای دریاچه
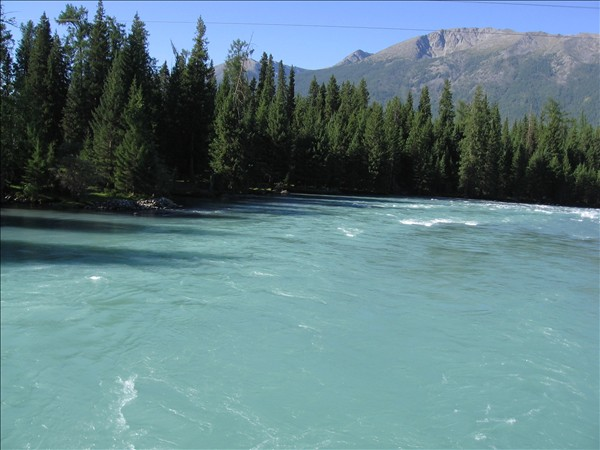
نمایی از رود قاناس در حوضه ایرتیش